# 푼케 아킨델레
푼케 아킨델레(Funke Akindele, 1977년 8월 24일 ~ )는 나이지리아의 배우이다. 2009 아프리카 영화 아카데미상 여우주연상 수상자이다.